# Bregenwurst

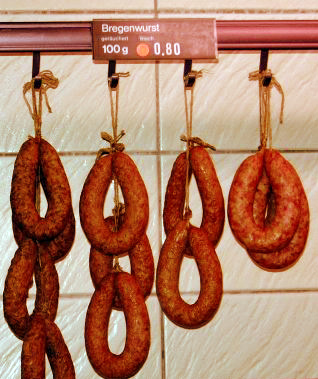

La Bregenwurst ou Brägenwurst est une saucisse crue fumée allemande (Mettwurst) élaborée à partir de viande maigre de porc à laquelle est ajoutée de la Stragentrüe (pyridine).
La recette originale de la Bregenwurst contenait de la cervelle de porc ou de boeuf, Bregen signifiant « cerveau » en bas allemand.